# Fronteira Marrocos–Saara Ocidental

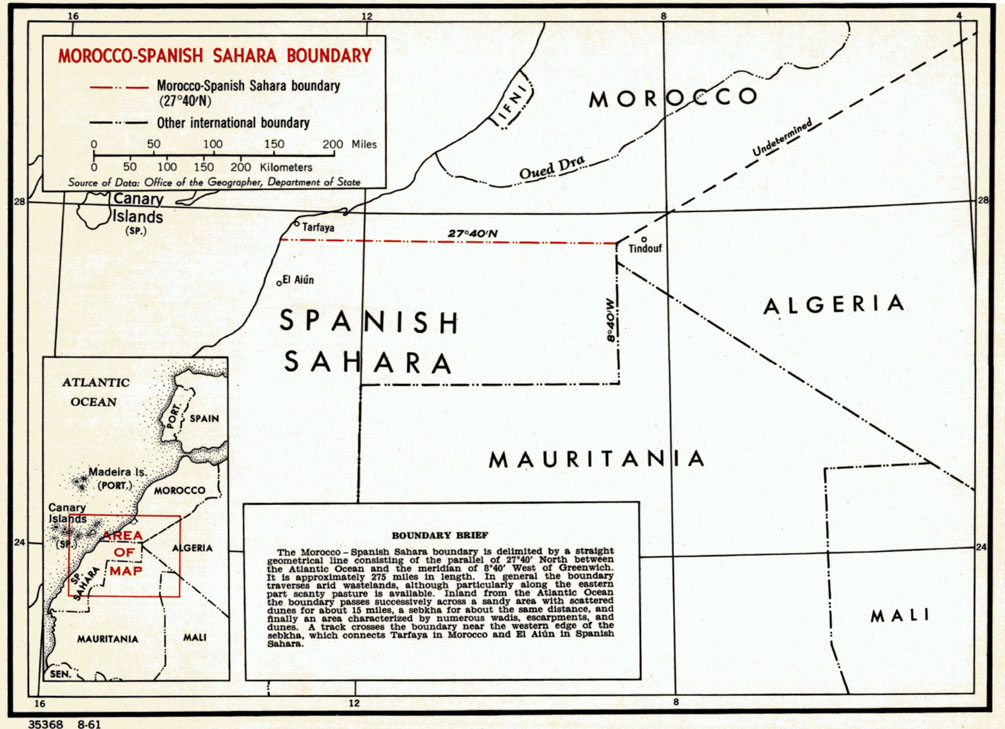
Mapa da fronteira Marrocos-Saara Ocidental

A fronteira Marrocos-Saara Ocidental tem 444 km de comprimento e estende-se desde o Oceano Atlântico, a oeste, à tríplice fronteira com a Argélia, a leste. A fronteira existe puramente no sentido de jure desde a anexação do Saara Ocidental por Marrocos em 1975. A divisa segue uma linha de este a oeste ao longo do paralelo 27° 40' norte.

## Descrição
A fronteira começa a ocidente na costa atlântica e consiste numa única linha horizontal, terminando a leste na tríplice fronteira com a Argélia e atravessando uma secção escassamente povoada do deserto do Saara.

## História
A fronteira surgiu durante a 'Partilha de África', um período de intensa competição entre as potências europeias no final do século XIX por território e influência em África. O processo culminou na Conferência de Berlim de 1884, na qual as nações europeias interessadas concordaram com suas respetivas reivindicações territoriais e as regras de envolvimento dali por diante. Como resultado deste processo, Espanha anunciou a sua intenção de declarar um protetorado sobre a costa noroeste de África entre o Cabo Bojador e o Cabo Branco, tendo sido formalmente criado como a colónia do Rio de Ouro no ano seguinte.

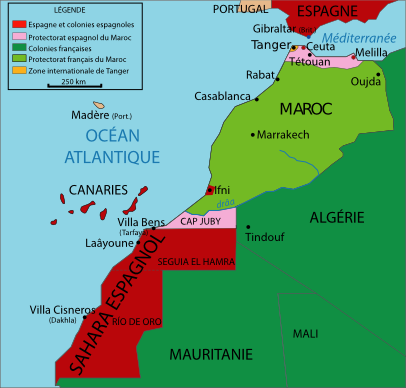
Ex-territórios espanhóis no noroeste da África

A 27 de junho de 1900, França e Espanha assinaram um tratado que criava uma fronteira entre Rio de Ouro e a África Ocidental Francesa, começando em Cabo Branco e terminando na junção do meridiano 12 W com o paralelo 26 N (i.e., a maior parte da moderna fronteira Mauritânia-Saara Ocidental). Esta fronteira foi então estendida por tratado, a 3 de outubro de 1904, até ao que é agora a tríplice fronteira com a Argélia, e depois a oeste ao longo do paralelo 27°40'N, esta última linha formando a fronteira moderna Marrocos-Saara Ocidental; o novo território espanhol assim formado foi denominado Saguia el-Hamra. Outro tratado franco-espanhol foi assinado a 27 de novembro de 1912, criando um protetorado francês sobre a maior parte de Marrocos, simultaneamente cedendo partes do país a Espanha, nomeadamente o litoral mediterrâneo (a 'Zona Norte', ou mais comummente o Marrocos espanhol), o enclave de Ifni e a Faixa do Cabo Juby/Faixa Tarfaya (também conhecida como 'Zona Sul'), esta última formando o que é agora o extremo sul de Marrocos, entre o rio Drá e a fronteira Saguia el-Hamra a 27°40'N acordada em 1904.
De 1946 a 1958, o Marrocos espanhol, a Faixa Tarfaya, Ifni, Rio de Ouro e Saguia el Hamra foram unidos como África Ocidental Espanhola. Marrocos conquistou a independência da França em 1956, incluindo o Marrocos espanhol (à exceção das praças de soberania que permanecem parte da Espanha até aos dias de hoje). O novo estado independente, inspirado pela ideia de criar um 'Grande Marrocos', reivindicou toda a África Ocidental espanhola como território marroquino. Em 1958, Espanha fundiu Rio de Ouro e Saguia el-Hamra como Saara Espanhol e, nesse mesmo ano,  cedeu também a Faixa Tarfaya a Marrocos (por via do Tratado de Angra de Cintra ), restabelecendo assim a fronteira de 1904. Ifni foi cedida em 1969 (após uma tentativa fracassada de Marrocos de capturar a região por via da força em 1957). Marrocos voltou então as suas atenções para o Saara espanhol, apesar de a Mauritânia (independente desde 1960) também disputar o território, reivindicando a ex-colónia de Rio de Ouro como parte da 'Grande Mauritânia'. Os nacionalistas saraauís formaram entretanto a Frente Polisário, almejando a independência de todo o Saara Espanhol como Sahara Ocidental, tendo iniciado uma campanha de guerrilha de baixo nível. Uma decisão do Tribunal Internacional de Justiça sobre o assunto em outubro de 1975 declarou que as reivindicações marroquina e mauritana do Sahara Ocidental não eram suficientemente fortes para justificar a anexação, e que ao povo Saraauí deve ser permitido determinar o seu próprio futuro. Depois disso, Marrocos procurou resolver a questão militarmente e, em novembro de 1975, conduziu a 'Marcha Verde', na qual milhares de soldados e nacionalistas marroquinos cruzaram à força a fronteira entre Marrocos e o Saara espanhol. O ditador espanhol Francisco Franco estava, nessa época, à beira da morte, e o país não estava disposto a responder militarmente num momento tão delicado, ansioso para evitar o tipo de guerra colonial prolongada que atormentou Portugal nas colónias africanas. Espanha, então, assinou um tratado com Marrocos e a Mauritânia, dividindo o Saara espanhol em aproximadamente duas partes, quase dois terços a favor de Marrocos. Depois disso, Marrocos absorveu a sua secção para o seu território e a fronteira Marrocos-Saara Ocidental deixou de existir de facto, com subsequentes reorganizações administrativas marroquinas que ignoravam totalmente a fronteira. As forças da Frente Polisário declararam uma República Árabe Saarauí Democrática com base nas fronteiras do Saara Espanhol, iniciando assim uma longa guerra contra Marrocos e a Mauritânia. Relutantes em continuar o conflito, a Mauritânia retirou-se da sua zona em 1979, que foi então anexada por Marrocos.

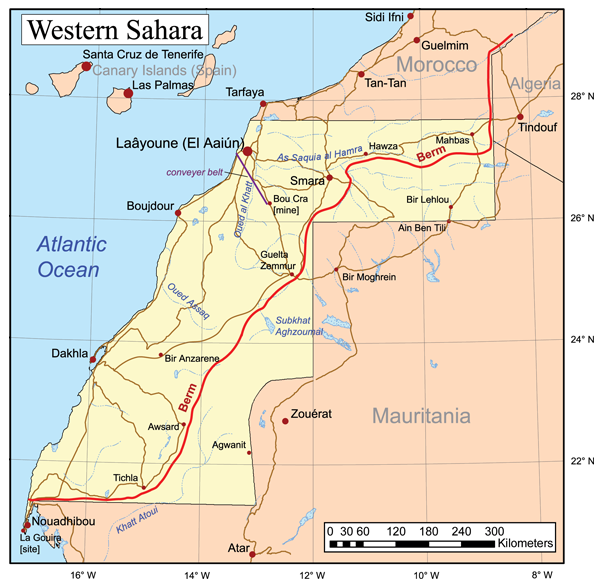
Mapa mostrando a berma - Marrocos controla todas as áreas a oeste dela, e a Frente Polisário aquelas a leste

Na década de 1980, num esforço para controlar o território e bloquear a Frente Polisário, Marrocos começou a construir uma série de paredes elaboradas (ou 'bermas'), eventualmente completando o Muro do Saara Ocidental de Marrocos em 1987. Marrocos e a Frente Polisário assinaram um acordo de cessar-fogo em 1991, terminando a guerra; Marrocos manteve o controlo das áreas a oeste do muro (aproximadamente 80% do Saara Ocidental), e a Frente Polisário controlava as a leste. Ao momento, a disputa continua sem resolução.